# Marlies Heuer
Marlies Heuer (19 december 1952) is een Nederlands actrice. Zij is de dochter van acteur Ben Heuer en de zus van actrice Cecile Heuer en van de schilder Saskia Heuer. Begin jaren zeventig volgde Heuer een opleiding aan de toneelschool van Amsterdam.
In 1991 werd Heuer bekroond met een Albert van Dalsumprijs voor de productie Gebeurd in Turijn. Zeven jaar later ontving ze een Theo d'Or voor haar rol als Hedda in het stuk Hedda Gabler. In 2012 kreeg ze opnieuw de Theo d'Or, nu voor haar rol in Am Ziel van Toneelschuur Producties. Op dit moment geeft Heuer ook les op de toneelschool van Amsterdam.

## Filmografie
- Oog in oog (televisieserie) – Eva Vink (afl. "Breinaald in Aquariumvis", 1993)
- Kladboekscènes (1994) – mevrouw Von Lukács
- De schaduwlopers (1995) – Judith
- 12 steden, 13 ongelukken (televisieserie) – moeder (afl. "Lasergun (Castricum)", 1995)
- De eenzame oorlog van Koos Tak (televisieserie, 1996) – Monique
- In het belang van de staat (televisiefilm, 1997) – Wies Pols-den Dulk
- Het glinsterend pantser (televisiefilm, 1998) – Christien Duprez
- Najib en Julia (televisieserie, 2003) – Eefje
- De passievrucht (2003) – moeder van Monika
- 06/05 (2004) – Thera
- Gooische Vrouwen (televisieserie) – Cecile van Buuren (4 afl., 2007–2009)
- Wijster (telefilm, 2008) – Marijke
- De laatste dagen van Emma Blank (2009) – Emma Blank
- S1NGLE (televisieserie) – Hanny (3 afl., 2008/2009)
- Seinpost Den Haag (televisieserie) – Jose 't Hooft (afl. "Familie", 2011)
- Golden Girls (televisieserie) – Lydia (afl. 1.7, 2012)
- Gooische Vrouwen 2 (2014) – Cecile van Buuren
- Hoe mijn keurige ouders in de bak belandden (2021) - Margot Winkelman
- Het jaar van Fortuyn (2022) – Lerares Engels (aflevering 4)